# Allokoenenia canhembora
Espèce
Allokoenenia canhembora est une espèce de palpigrades de la famille des Eukoeneniidae.

## Distribution
Cette espèce est endémique de Bahia au Brésil. Elle se rencontre à Campo Formoso dans la grotte Toca do Gonçalo.

## Description
La femelle holotype mesure 1 420 µm.

## Systématique et taxinomie
Cette espèce a été décrite par Souza et Ferreira en 2022.

## Publication originale
- Souza & Ferreira, 2022 : « Two extraordinary troglobitic species of Allokoenenia (Eukoeneniidae: Palpigradi) from Brazil: first records of this initially monotypic genus more than a century after its description. » European Journal of Taxonomy, no 789, p. 11–48 (texte intégral).